# Победа (кинотеатр, Минск)
«Победа» — кинотеатр, расположенный в Минске по адресу: Интернациональная ул. (в прошлом Преображенская), 20.

## История кинотеатра
Здание кинотеатра «Победа» — памятник архитектуры послевоенного периода, решённый в стиле сталинского ампира, авторства Иосифа Лангбарда и Михаила Бакланова.
На месте кинотеатра с XVII до начала XX века располагалась обитель католического ордена бенедиктинок с костелом (1633). Монастырь ликвидировали в 1872 году и на его базе открыт Спасо-Преображенский женский монастырь. В 1929 году здесь построили Клуб пищевиков имени Сталина. В оккупацию здесь был организован солдатский клуб. 6 сентября 1943 года подпольщики клуб взорвали. От строений монастыря и клуба практически остались лишь стены, которые были использованы для постройки кинотеатра.
Открытие «Победы» состоялось в 1950 году. В кинотеатре имелось два зала — большой зал на 600 мест и малый — на 190 мест. Впервые в Белорусской ССР в кинотеатре «Победа» оборудован широкий экран. Позже стал работать летний зал на 610 мест. В здании кинотеатра находились также отдел кинофикации области, управление культуры.
В настоящее время включает в себя один зал, рассчитанный на 488 зрителей.
В начале июля 2024 года (до сентября в тестовом режиме) был заново открыт для зрителей, после реконструкции начатой в феврале 2022 года.
Сегодня «Победа» – это мультикомплекс с пятью кинозалами, в самом большом зале на первом этаже одновременно смогут разместиться 184 зрителя, в том числе оборудованы места для людей с ограниченными возможностями здоровья.

## Архитектура
При строительстве использовались остатки клуба (архитектор Андрей Буров, 1929 г.). К прямоугольному объему с двух сторон присоединяются нижние объёмы, выступающие за общие контуры конструкции. Центральная часть главного фасада приподнята, решена в виде монументального 4-хколонного портика, перед ним — высокое крыльцо. Боковые фасады рассечены лопатками, декорированы лепными элементами. Окна прямоугольные. Основу композиции здания составляет зрительный зал (первоначально на 600 мест), соединенный общим вестибюлем с небольшим лекционным и концертным залом. В малом зале 2 ряда квадратных колонн, вдоль стен вестибюля колонны коринфского ордера с развитым антаблементом, на который опираются крестообразные своды. В остальной части дома потолок ровный. В архитектуре здания, фасадах и интерьерах использованы элементы классицизма.
Здание является памятником архитектуры середины XX века и включено в Государственный список историко-культурных ценностей Республики Беларусь.
Кинотеатр «Победа» — некоторый период являлся единственным в Белоруссии членом Международной ассоциации Europa Cinemas, куда входят 469 кинотеатров из 51 страны мира.

## Галерея

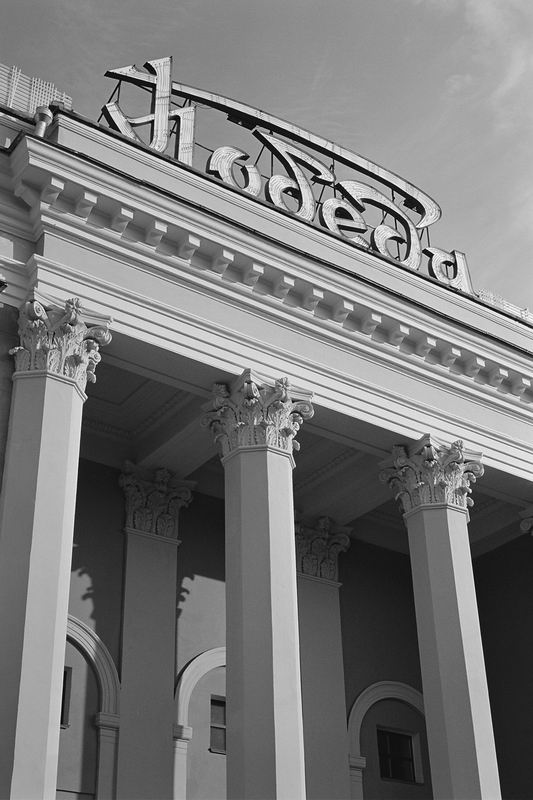
Кинотеатр «Победа»
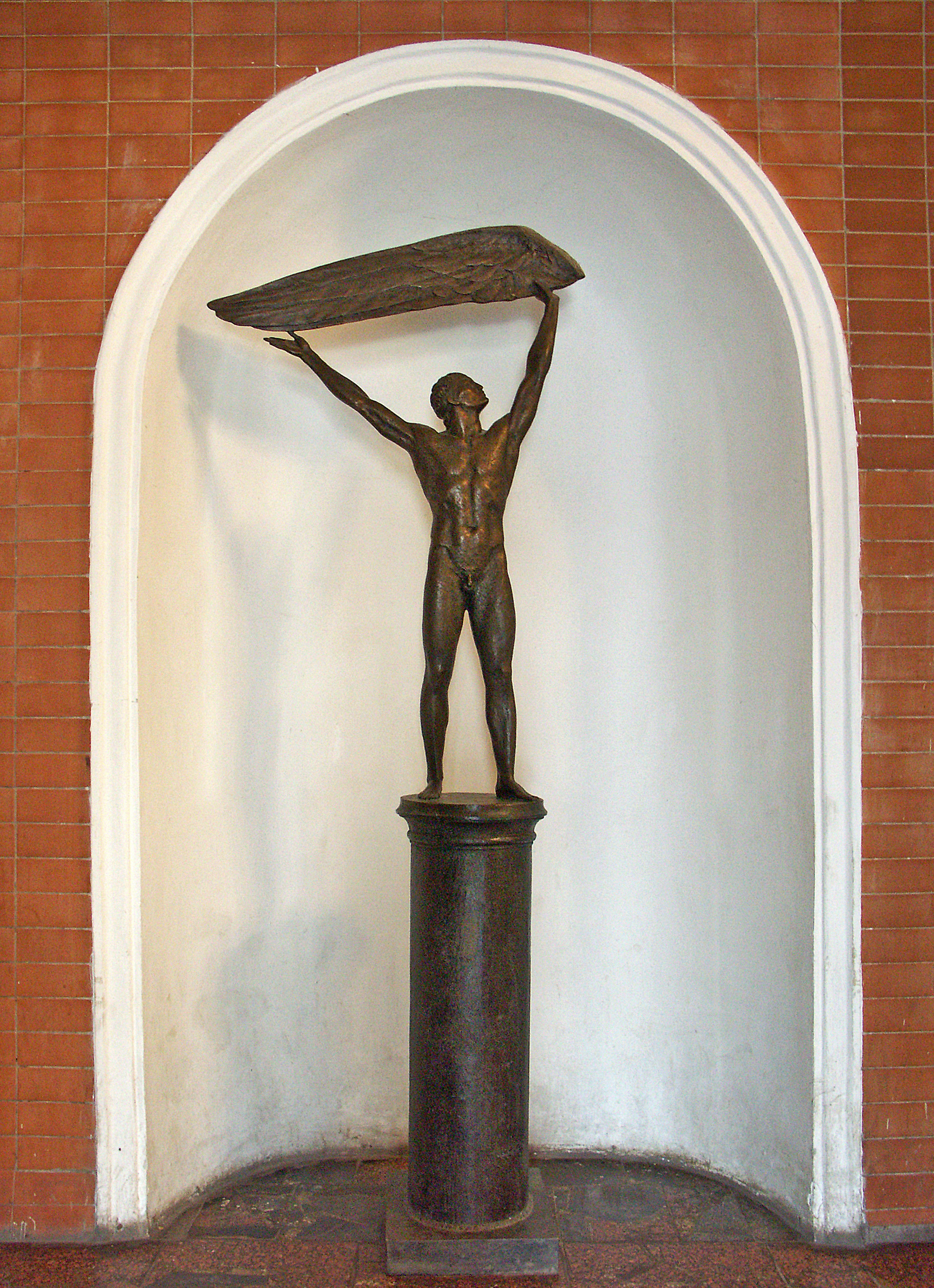
Бронзовая скульптура Икара работы Евгения Колчава. Находится в кинотеатре